# Hagentor (Haldensleben)

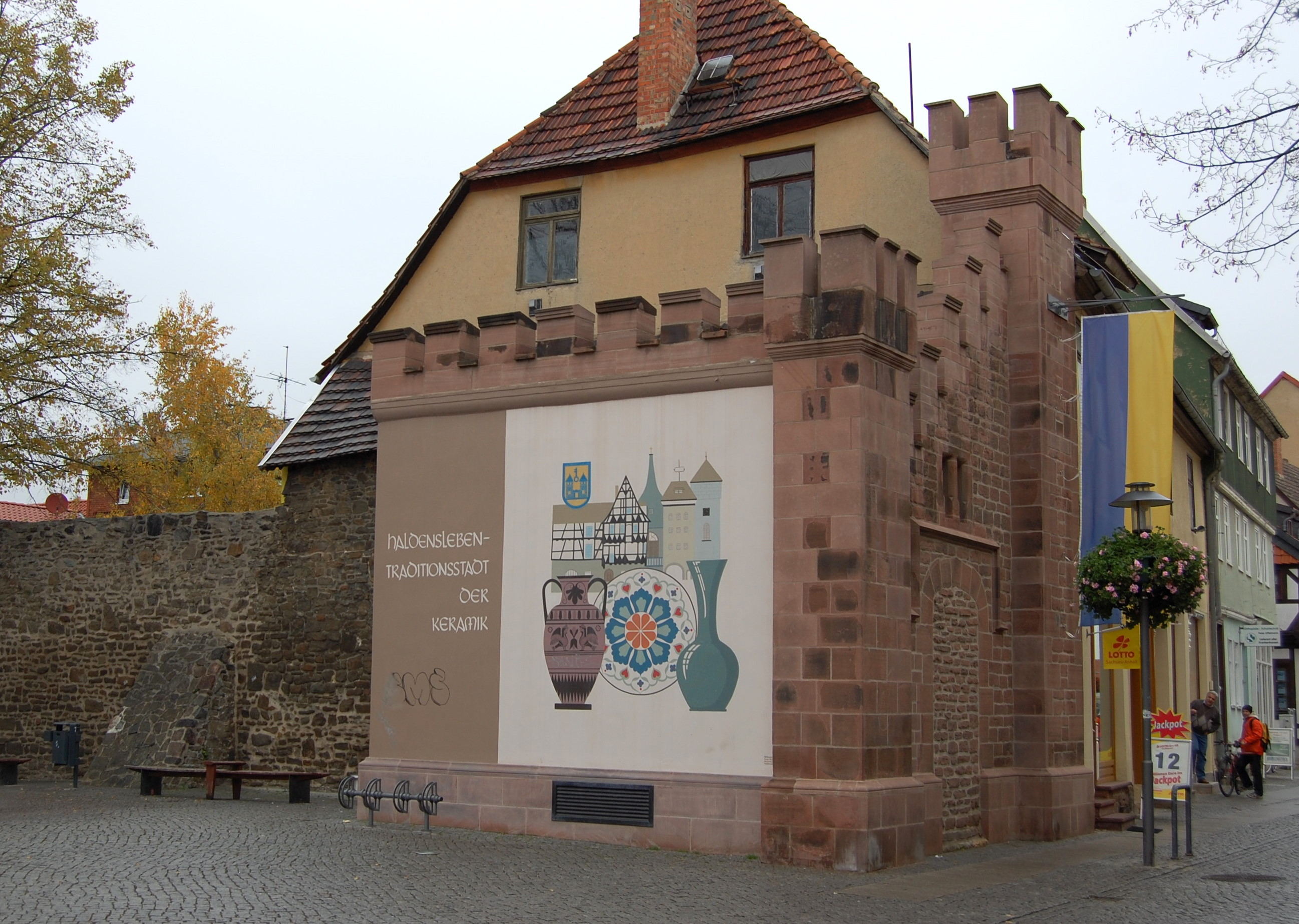
Hagentor

Das Hagentor war ein, heute nur in geringen Resten erhalten gebliebenes, Stadttor in Haldensleben in Sachsen-Anhalt.

## Lage
Das Tor befand sich in der Hagenstraße an der heutigen Adresse Hagenstraße 34 und stellte das südwestliche Stadttor dar.

## Geschichte
Eine erste urkundliche Erwähnung des Tors ist aus dem Jahr 1238 überliefert. Im 17. Jahrhundert wurde der Torturm eingekürzt und mit einer barocken Haube versehen. Teile der symmetrischen Anlage stürzten jedoch 1862 ein. Das Stadttor wurde daraufhin auch im Übrigen weitgehend abgetragen. Eine andere Angabe gibt als Zeitpunkt des Abbruchs des Hagentors das Jahr 1860 an. Ein erhalten gebliebener Rest wurde dann etwa 1870/1880 im Stil des Historismus neu gestaltet. Der Übergang zwischen den Resten der Toranlage und der erhaltenen mittelalterlichen Stadtmauer erhielt so einen Zinnenkranz. Aus rotem Sandstein entstanden zur Erinnerung an das Stadttor zwei historisierende, mit Zinnen bekrönte Pfeiler, von denen jedoch nur einer erhalten ist.
Die heutige Anlage ist denkmalgeschützt und gilt als wichtiges stadtgeschichtliches Bauwerk.